# Otto Francker
Otto Helge Francker (født 7. maj 1921, død 22. august 1988) var en dansk kapelmester og komponist.
Francker var kapelmester ved Apolloteatret i København, men begyndte senere som kapelmester i radioen.
Sammen med Sejr Volmer-Sørensen stod han for melodien til sangen "Dansevise", som Grethe og Jørgen Ingmann vandt med i Melodi Grand Prix i London i 1963.
"Dansevise" er optaget i Danmarks kulturkanon.
Blandt hans andre kendte kompositioner er bl.a. :
- Solskinsvise
- Snakker med mig selv
- Livets gang
- Penge
- Den gamle gartner